# Harvey Fletcher
Harvey Fletcher (Provo, Utah, EUA, 11 setembre 1884 – Provo, 23 juliol 1981) fou un físic estatunidenc conegut per haver col·laborat amb Robert Andrews Millikan (1868-1953) en l'experiment de la gota d'oli que possibilità el càlcul de la càrrega elèctrica de l'electró, per haver inventat el so estereofònic, l'audiòmetre i la primera oïda electrònica.

## Vida
Fletcher realitzà els estudis secundaris a la Brigham Young High School, i el 1904 es matriculà a la Universitat Brigham Young (BYU) on es graduà el 1907. Es doctorà a la Universitat de Chicago el 1911 amb summa cum laude. Es casà amb Lorena Chipman i tingueren sis nens. Fletcher és el pare de James C. Fletcher qui fou president de la Universitat de Utah i el 4t i 7è administrador de la NASA (1971-1977) i (1986-1989) respectivament.
Una vegada doctorat retornà a la Brigham Young University (BYU) on esdevingué el cap del departament de física de 1911 fins al 1916. Deixà la BYU per treballar a la Western Electric com a investigador. S'incorporà al departament de Recerca de Personal d'Enginyeria dels Laboratoris Bell el 1933, en els quals treballà fins al 1949. Després fou professor d'Enginyeria Elèctrica a la Universitat de Colúmbia de 1949 a 1952. Retornà a la Brigham Young University el 1952 per ser el Director de Recerca. També fou el primer degà del nou College Physics and Engineering Sciences fins al 1958. Fou president se l'American Physical Society i de l'American Society for Hard of Hearing. El 1937 fou elegit vicepresident de l'American Association for the Advancement of Science. Fou membre de la National Academy of Sciences, del National Hearing Division Committee of Medical Sciences.

## Obra

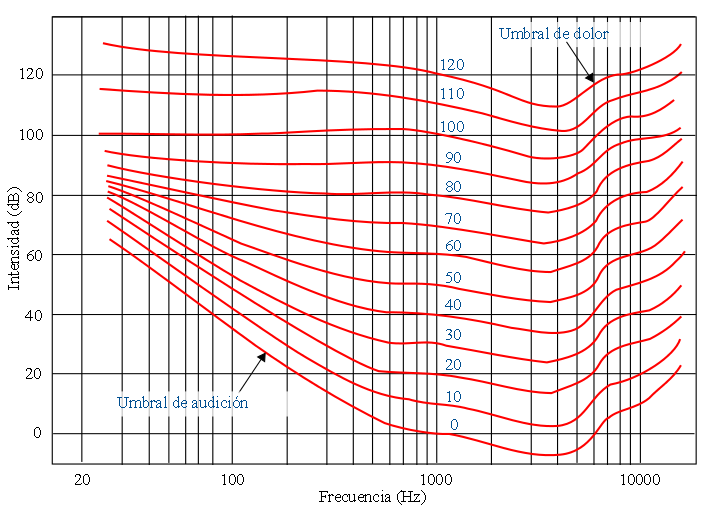
Corbes isofòniques de Fletcher i Munson

Fletcher, com a estudiant de postgrau a la Universitat de Chicago, treballà en la recerca de mètodes per determinar la càrrega elèctrica de l'electró, i proposà l'ús d'oli en el conegut experiment de la gota d'oli de Robert Andrews Millikan. Fou un experiment que li valgué el Premi Nobel de Física el 1923 a Millikan, que no cità mai la decisiva contribució de Fletcher. Aquest no reclamà mai l'autoria a Millikan i només ho feu públic en un article pòstum.
L'obra més important de Fletcher són les seves contribucions a la teoria de la percepció de la veu. Mostrar que les característiques de la veu són normalment esteses sobre una àmplia gamma de freqüències, i desenvolupà l'índex d'articulació per quantificar de forma aproximada la qualitat d'un canal de veu. També desenvolupà el concepte de corbes isofòniques (conegudes com corbes de Fletcher–Munson) i de banda crítica. Com a Director de Recerca als Laboratoris Bell, investigà en enregistrament de so elèctric, incloent més de 100 enregistraments stereo amb el director d'orquesta britànic Leopold Stokowski entre 1931–19322.
Els seus llibres, Discurs i Oïda i Discurs i Sentint dins Comunicació, són tractats elementals sobre el tema.

### Honors
Fletcher fou elegit membre honorari de Acoustical Society of America el 1949, essent la segona persona en rebre aquest honor després de Thomas Edison, vint anys després. També fou membre honorari de American Otological Society i de la Audio Engineering Society. El 1924 li fou atorgada la Medalla Louis E. Levy per les mesures físiques d'audició per part del Franklin Institute, i rebé el Premi de la Medalla del Progrés de l'Acadèmia de les Arts i les Ciències Cinematogràfiques, de Hollywood.